# The Alternative (album Chelsea)
The Alternative – siódmy album studyjny zespołu Chelsea wydany w kwietniu 1993 przez wytwórnię Alter Ego. Materiał nagrano w londyńskich studiach "Blue Chip" i "Matrix".

## Lista utworów
1. "The Alternative" (N. Austin) – 3:47
2. "Weirdos in Wonderland" (N. Austin) – 3:40
3. "More Than a Giro" (M. Sargent) – 3:28
4. "Wasting Time" (N. Austin) – 3:19
5. "Ever Wonder" (N. Austin) – 4:20
6. "Where is Everything" (N. Austin) – 4:51
7. "You Can Be There To" (N. Austin) – 4:33
8. "What's Wrong with You" (N. Austin) – 4:18
9. "Oh No" (N. Austin) – 3:07
10. "Too Late" (N. Austin) – 4:57
11. "Dream of Dreams" (N. Austin) – 4:32
12. "Ode to the Travellers" (N. Austin) – 3:44

## Skład
- Gene October – śpiew
- Nic Austin – gitara, dalszy wokal
- Mat Sargent – gitara basowa
- Stuart Soulsby – perkusja

produkcja
- Dave Goodman – produkcja